# Adetomiwa Edun
Adetomiwa Edun, auch bekannt als Tomiwa Edun, (* 1984 in Lagos, Nigeria) ist ein britisch-nigerianischer Schauspieler, der durch seine Rolle des Sir Elyan in der TV-Serie Merlin – Die neuen Abenteuer einem breiten Publikum bekannt wurde.

## Leben und Karriere
Edun wurde in Lagos in Nigeria als Sohn eines nigerianischen Vaters und einer ghanaisch-britischen Mutter geboren. Mit elf Jahren zieht die Familie nach Großbritannien. Er sollte wie sein Vater Bankier werden und lernte bei der Citigroup. Er entschied sich dann aber, Schauspieler zu werden und besuchte die Academy of Dramatic Art.
2009 war er in einer Folge von The Fixer zu sehen. 2010 spielte er den Romeo in Shakespeare’s Globe: Romeo and Juliet. Ab 2010 gehörte er zur festen Besetzung der Serie Merlin – Die neuen Abenteuer. Dort spielte er einen Ritter der Tafelrunde, der ein enger Vertrauter des Königs ist. Von 2011 bis 2012 gehörte er zu den Hauptcharakteren der Serie The Hour. 2012 spielte er in dem Film Dara Ju mit.
Einem neuen Publikum wurde er durch die Rolle des Alex Hunter im Spielmodus „The Journey“ von FIFA 17, FIFA 18 und FIFA 19 bekannt.

## Filmografie (Auswahl)
- 2009: The Fixer
- 2010: Shakespeare’s Globe: Romeo and Juliet
- 2010–2012: Merlin – Die neuen Abenteuer (Fernsehserie, 21 Folgen)
- 2011–2012: The Hour (Fernsehserie)
- 2012: Dara Ju (Kurzfilm)
- 2014: Dying of the Light – Jede Minute zählt
- 2015: Bates Motel (Fernsehserie, 4 Folgen)
- 2016: FIFA 17 (Videospiel)
- 2016: Doctor Who (Weihnachtsspecial 2016)
- 2017: FIFA 18 (Videospiel)
- 2017: What Happened to Monday?
- 2017: Elementary (Fernsehserie, S05E22)
- 2018: FIFA 19 (Videospiel)
- 2023: The Chelsea Detective (Fernsehserie, 1 Folge)
- 2024: Argylle